# F-Zero: GP Legend
 (mars 2019).
Si vous disposez d'ouvrages ou d'articles de référence ou si vous connaissez des sites web de qualité traitant du thème abordé ici, merci de compléter l'article en donnant les références utiles à sa vérifiabilité et en les liant à la section « Notes et références ».
F-Zero: GP Legend (F-ZERO ファルコン伝説, Efu Zero Farukon Densetsu) est un jeu vidéo de course futuriste sorti sur Game Boy Advance en 2003, développé par Suzak Inc. et édité par Nintendo.

## Système de jeu
Le jeu est un mix entre la version originale sortie sur Super Nintendo et les apports depuis F-Zero X. Si le jeu exploite donc le mode 7, comme dans F-Zero, les règles sont celles de F-Zero X. Trente pilotes prennent ainsi part à la compétition.
Le système de boosters est également repris de F-Zero X. Chaque utilisation du turbo consomme ainsi de l'énergie du véhicule. Outre les turbos, les bolides peuvent déclencher des attaques similaires à celles de F-Zero GX.
Le but de chaque course est de finir bien évidemment premier au bout de 5 tours de piste, sans contraintes de classement en cours de jeu, comme ce fut le cas dans F-Zero et F-Zero: Maximum Velocity.

## Modes de jeux

### Aventure
C'est en fait un mode Histoire, dans lequel on peut incarner 8 des 34 pilotes du jeu et suivre leurs aventures.
Chaque personnage doit finir 5 missions (6 pour Captain Falcon et Rick Wheeler), durant lesquelles il faudra gagner une course, battre un adversaire en particulier ou aider un allié à remporter la victoire.
Les personnages disponibles dans le mode Aventure sont : Rick Wheeler, Captain Falcon, Samurai Goroh, Jody Summer, Lisa Brilliant, Jack Levin, Zoda, Black Shadow.
Ce mode permet de débloquer de nombreux personnages du jeu.

### Grand Prix
Le mode de jeu principal. Le but est de remporter les 3 compétitions en finissant premier du classement général au bout de 5 courses.
En difficulté Expert (maximale), les circuits sont modifiés et comportent des pièges et/ou des virages supplémentaires.
L'achèvement des 3 compétitions donne accès à la coupe Platine, qui propose une sélection de 8 circuits tirés du F-Zero original.
Chaque coupe remportée débloque un personnage caché.

### Contre-la-montre
Le but est de réaliser les meilleurs temps sur les 41 circuits que compte le jeu.

### Test Zero
Ce mode de jeu propose 60 mini-défis, répartis en 4 classes. Le but est de finir une portion de circuit limitée, avec un véhicule imposé. Un personnage est débloqué une fois les défis d'une classe terminés.

## Les pilotes
Le jeu comporte les 30 pilotes de F-Zero X et leurs machines, plus 4 nouveaux : Rick Wheeler, Lisa Brilliant, Lucy Liberty et Misaki Haruka, tous provenant du dessin animé F-Zero: Falcon Densestsu diffusé au Japon.
Au départ, seuls Captain Falcon, Dr. Stewart, Pico, Samurai Goroh et Rick Wheeler sont disponibles. Les 29 autres pilotes doivent être débloqués dans les différents modes de jeux.

## Les circuits
Chaque circuit dispose d'une version alternative disponible en difficulté Expert.
Le nombre total des circuits est porté à 40 avec les 8 circuits issus de F-Zero : Mute City 1, Big Blue, Sand Ocean, Silence, Red Canyon 1, White Land 1, Port Town 2 et Fire Field.
Un 41e circuit, Mute City - Championship, est disponible uniquement en mode Contre la Montre une fois toutes les courses débloquées en Grand Prix.
| # | Bronze Cup                 | Silver Cup                 | Gold Cup                                         |
| - | -------------------------- | -------------------------- | ------------------------------------------------ |
| 1 | Mute City - Tradition Park | Silence - Box Rink         | Port Town - Forked Road                          |
| 2 | Red Canyon - Jonction      | Sand Ocean - Caterpillar   | Silence - Honeycomb Rink                         |
| 3 | Mist Flow - Clip Oval      | Mute City - Expansion Park | White Land - Flower                              |
| 4 | Lightning - Volute         | Big Blue - Slip Highway    | Fire Field - Wreckage Circuit                    |
| 5 | Fire Field - Blast Track   | Mist Flow - Front & Back   | Red Canyon - Peak Jump, ou Illusion - Abyss drop |